# Baccaurea sylvestris
Baccaurea sylvestris är en emblikaväxtart som beskrevs av João de Loureiro. Baccaurea sylvestris ingår i släktet Baccaurea och familjen emblikaväxter.
Artens utbredningsområde är Vietnam. Inga underarter finns listade i Catalogue of Life.